# 倪宅
	清-民国	
倪宅位于浙江省嘉兴市嘉善县西塘镇朝南埭社区烧香港33-35号。
2011年1月7日，倪宅作为西塘建筑群的子项，公布为第六批浙江省文物保护单位。